# Mrzlo Polje (Laško, Slovenija)
Mrzlo Polje je naselje u slovenskoj Općini Laškom. Mrzlo Polje se nalazi u pokrajini Štajerskoj i statističkoj regiji Savinjskoj. 

## Stanovništvo
Prema popisu stanovništva iz 2002. godine naselje je imalo 61 stanovnika.